# Stuart Dallas
Stuart Alan Dallas (Cookstown, 19 april 1991) is een gestopte Noord-Iers voetballer die bij voorkeur als linkermiddenvelder speelde. Hij tekende in 2014 bij Leeds United. In 2011 debuteerde Dallas in het Noord-Iers voetbalelftal. Een dijbeenbreuk na een ongelukkige botsing met een tegenstander in een wedstrijd tegen Manchester City in april 2022, betekende het einde van zijn voetbalcarrière.

## Clubcarrière
Dallas begon zijn carrière bij het Noord-Ierse Crusaders FC. Daar haalde Brentford hem in 2012 weg. Die club verhuurde hem in 2013 aan Northampton Town. In augustus 2015 tekende de middenvelder een driejarig contract bij Leeds United. Op 8 augustus 2015 debuteerde hij voor The Peacocks tegen Burnley. Op 17 december 2015 maakte Dallas zijn eerste competitietreffer voor Leeds United tegen Wolverhampton Wanderers.

## Interlandcarrière
Op 27 mei 2010 maakte Dallas zijn opwachting voor Noord-Ierland in de 2011 Nations Cup. In 2016 werd hij geselecteerd voor het EK 2016 in Frankrijk. Op 12 juli 2016 viel in de eerste groepswedstrijd tegen Polen in de rust in voor Paddy McNair. Ook in de twee volgende groepsduels kwam hij in actie. Noord-Ierland werd in de achtste finale uitgeschakeld door Wales (0–1), dat won door een eigen doelpunt van de Noord-Ierse verdediger Gareth McAuley.